# Sikorsky S-76

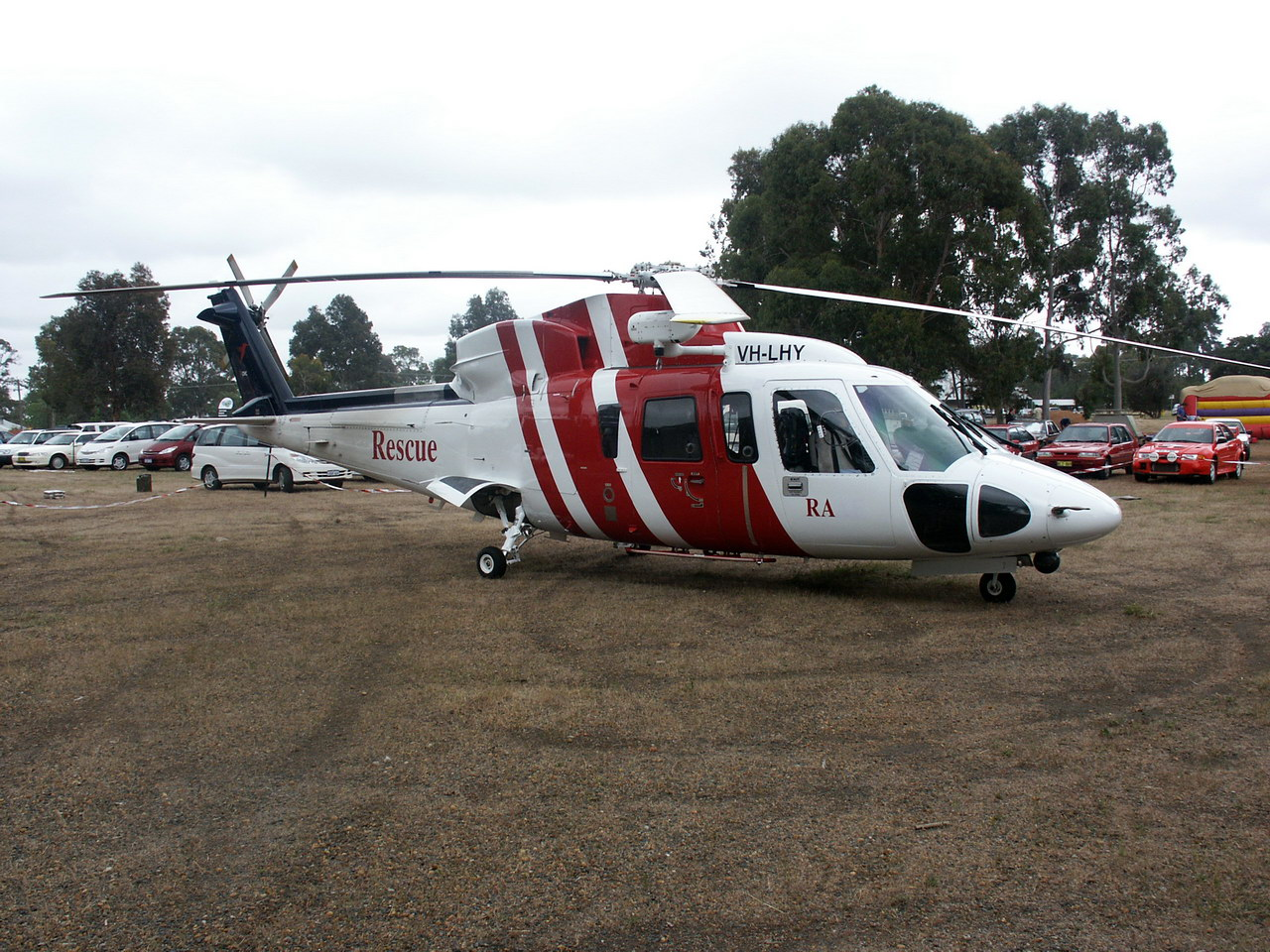
S-76 som räddningshelikopter.

Sikorsky-76 är en tvåmotorig amerikansk helikopter som främst används till transport, ambulans och flygräddning.
Den beväpnade varianten av S-76 heter AUH-76 och utan beväpning heter den H-76 Eagle och H-76C. S-76A+, S-76A++, S-76B, S-76C och S-76C+ är modeller som har utrustats med starkare motorer. 
I Sverige har Norrlandsflyg använt S-76A som ambulanshelikopter och S-76C+ som räddningshelikoptrar i uppdrag för Sjöfartsverket, Denna senare verksamhet har övertagits av Sjöfartsverket, som bedriver den inom Sjöfartsverkets helikopterverksamhet. 
Sikorsky S-76 fasades under 2010-talet ut som räddningshelikopter i Sverige och ersättas av den något större AgustaWestland AW 139.